# Шаховская, Екатерина Львовна
Княжна Екатери́на Льво́вна Шаховска́я (в замужестве Владимирова; 11 (23) сентября 1815 — 28 июня 1836) — поэтесса из рода Шаховских. Прототип княжны Зинаиды Засекиной из повести И. С. Тургенева «Первая любовь». 
Сведения о Екатерине Львовне отрывочны, и её нередко путают с писательницей Екатериной Александровной Шаховской.

## Биография
Родилась 11 (23) сентября 1815 года. Была старшей дочерью брата драматурга А. А. Шаховского князя Льва Александровича Шаховского (1782—1831) и его жены Екатерины Ефимовны Чулковой (дочь петербургского обер-полицеймейстера Ефима Мартемьяновича Чулкова). Помимо неё, в семье было четверо сыновей. К совершеннолетию Екатерины состояние семьи было крайне скромное: около 300 заложенных душ в Тверской губернии.
В истории русской литературы известна как автор поэмы «Сновидение. Фантасмагория» (1833) и других произведений, печатавшихся в 1832—1833 годах в «Молве».
Летом 1833 года Сергей Николаевич Тургенев (отец писателя) нанял в Москве дом надворной советницы А. Е. Энгельт рядом с Донским монастырём на Малой Калужской. Именно там юный Иван Тургенев испытал чувство любви к княжне Екатерине Шаховской, чья семья жила по соседству. Как оказалось, у его отца был с ней роман. Эта история, очень близко к реальной, была описана И. С. Тургеневым в повести «Первая любовь».
В сентябре 1835 года Екатерина вышла замуж за Льва Харитоновича Владимирова, 33-летнего обер-офицерского сына без имения. Он служил в Санкт-Петербурге чиновником 10-го класса в Горном департаменте. После женитьбы работал в почтовом ведомстве. У Владимировых 22 июня 1836 года родился сын, названный Александром, а 28 июня (10 июля) 1836 года Екатерина Львовна скончалась. Была похоронена на Волковском православном кладбище. На надгробии была эпитафия:
«Мой друг, как ужасно, как сладко любить!
Весь мир так прекрасен, как лик совершенства».
Вдовец Л. Х. Владимиров некоторое время спустя пытался получить дворянское звание для себя и для сына.